# 川崎市市民ミュージアム
川崎市市民ミュージアム（かわさきししみんミュージアム）は、神奈川県川崎市中原区の等々力緑地にあった公立博物館・美術館。ミュージアムショップ、図書閲覧室などの施設もある、総合的な文化施設だった。
「TOP&カード提示割引」の加盟施設。
2019年に後述する水害による所蔵品被害を受けた後に休館となり、取り壊しが決定した。ミュージアムは多摩区の生田緑地に移転することが2023年に決まり、2029年以降にオープンする予定。2024年時点で施設としては利用できないが、事務所は場所を移して存続している。

## 概要
1988年の開館当初から写真・漫画・ポスター・映像などの複製芸術の収集・展示に力を入れている最初期の美術館でもある。また産業都市川崎の美術館としてバウハウスやベルント&ヒラ・ベッヒャー展など産業と関わりの深い作品の企画も多かった。写真部門は日本の公立美術館で初めての設立となり、写真界の芥川賞と呼ばれる歴代の木村伊兵衛賞作品など貴重なコレクションを持つ。270席を有する映像ホールでは映画の定期上映をおこない、特徴あるミニシアターの役割も果たしてきた。
前庭にはトーマス転炉が産業遺産として展示されており、保存されているトーマス転炉としては世界で唯一のものである。

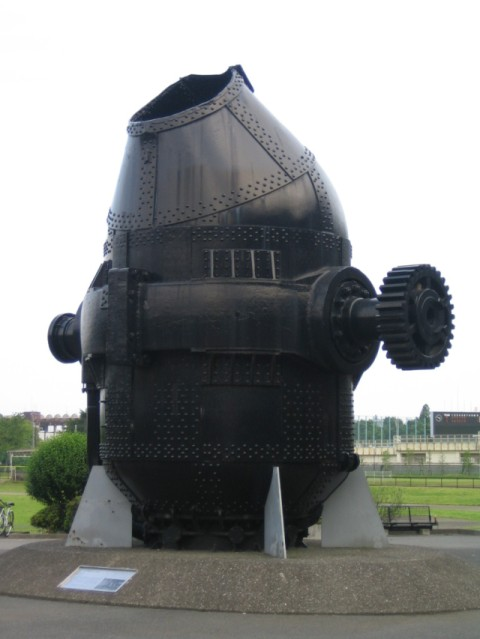
前庭のトーマス転炉。日本鋼管（現JFEスチール）京浜製鉄所で使用されていたもの。

## 開館後の変遷（休館まで）
行政OBなど行政出身者が代々館長を務めていたが、学識経験者の館長として加藤有次（1932-2003、國學院大學名誉教授、博物館学、考古学）が、死去する2003年11月まで就任していた。
2005年に、漫画作品・資料収集と企画展示に対して第9回手塚治虫文化賞特別賞が贈られた。
2006年5月には、一般公募により、小田急美術館館長の志賀健二郎が着任し、2007年には新たなエントランスを増設し企画展示室を増やすなど大規模な改良工事が行なわれた。
2011年より4か年をかけて、現在大規模な空調改修工事の実施により、文化庁公開承認施設の要件を満たさなくなったため市から承認施設の取り下げをしたことから、重要文化財等の取扱を自粛した（公開承認期間2014年3月まで）。2011年からは再び館長を行政職が務めた。
2017年4月から、指定管理者制度を導入したことにより、指定管理者となったアクティオ・東急コミュニティー共同事業体が運営者となった。その結果、集客性のある企画展「MJ's FES みうらじゅんフェス！」、「かこさとしのひみつ展」や、夏休みの「からくりトリックの世界」といった子どもの来館を誘因するような展覧会を開催することで入館者数を大幅に増加することに成功した、としている。
2018年から水害後の2022年まで学芸員経験者の大野正勝が館長を務めていた。

## 台風による浸水被害
2019年10月12日の令和元年東日本台風（台風19号）による浸水被害で、地下収蔵庫にあった美術品が水没する被害に見舞われ、それ以降休館となった。
浸水では約22万9000点の収蔵品が被害を受けた。2019年10月22日から2020年6月19日にかけて、収蔵庫外への搬出が行われたが、搬出の段階で既に修復困難なものが多数見られた。外部団体による支援も受けながら修復作業が行われたが、状態がひどく、劣化が激しいなどの理由から、2021年1月に藁人形4点、オフセット印刷のグラフィック資料1点、写真雑誌4802点、漫画雑誌・単行本36301点、学校教育用の教材フィルム1129点の計42237点の資料が廃棄処分されることが発表された。また、同年3月には藁人形26点、漫画雑誌1178点の計1204点が新たに廃棄処分されることが発表された。さらに2023年2月にも30107点の収蔵品の廃棄が決定したが、館長の小沢正勝は大規模な処分はこれが最後としている。小沢は2022年に就任した行政出身者である。
この浸水被害に対しては、かわさき市民オンブズマンが市の「不当な財産管理」に当たるとして賠償を求める住民監査請求を起こしたが、監査委員は市が5-10mの浸水を前提とした対策を2022年度から検討する予定だったことや、原因となった内水氾濫は想定外とする市の主張が妥当であるという理由で2020年8月に請求を却下した。これに対してオンブズマン側は市長と指定管理者に対して20億円の損害賠償を求める住民訴訟を横浜地方裁判所に起こした。横浜地裁は2024年2月28日に、内水氾濫は想定外とする市側の主張を認めて請求を棄却した。オンブズマン側は3月11日に東京高等裁判所に控訴した。

## 移転に向けた動き
市の付属機関である川崎市文化芸術振興会議が設置した川崎市文化芸術振興会議市民ミュージアムあり方検討部会は、現在地以外での施設整備が望ましいとする意見を2020年11月16日に表出し、翌2021年8月30日の川崎市議会文教委員会で正式に取り壊しが決まった。検討部会では、多摩川洪水による想定浸水高が2018年改定のハザードマップで従来の「3 - 5m」から「5 - 10m」に引き上げられたことも踏まえ、10m浸水の場合には建物の3階以上に収蔵庫を置く必要があるものの、建物の荷重耐久性が不足しており事実上不可能である点が指摘されていた。
川崎市はミュージアムの移転先について検討をおこない、2023年3月に多摩区の生田緑地にある向ヶ丘遊園跡地（市有地で現在はばら苑の臨時駐車場）を選定したと発表した。オープンは2029年以降を目指すとしており、これは水害に遭った収蔵品の修復が完了する予定の時期と重なっている。
川崎市は、新しいミュージアムが完成するまでの間に収蔵品の修復や出張展示企画などを実施するための仮設事務所を2023年10月に麻生区上麻生の川崎市上下水道局麻生水処理センター内に開設した。

## 主な展覧会
全開催展については、国立新美術館の記録を参照。
| - モンパルナスの大冒険 1910-1930：開館記念美術展（1988） - グラフィック・パワー展：イラストレーションとアートの間で（1989） - 岡本かの子の世界展：生誕100年記念（1989） - 閻魔登場（1989） - アガム展：現代キネティック・アートの父／開館1周年記念（1989） - 女性のまなざし：日本とドイツの女性写真家たち（1990） - 円鍔勝三彫刻展：文化勲章受章記念（1990） - 岡本太郎展：川崎生まれの鬼才（1991） - 棟方志功展（1992） - 版画にみるポップ・アートとその周辺：ミュージアム・コレクションより/The World of Pop Art（1992） - ルイス・ボルツ：法則（1992） - 原田泰治アメリカを行く（1993） - 鳥山明の世界展（1993） - フランス絵画-黄金の19世紀：ルーアン美術館展（1993） - バウハウス/芸術教育の革命と実験（1994） - 安野光雅の世界展：ふしぎ・あそび・たび（1995） - 映画生誕100年博覧会：シネマの世紀展（1995） - シャガールの傑作版画展：愛する人々への熱いメッセージ（1996） - 日本の漫画300年展（1996） - ドイツ現代写真展：遠・近/ベッヒャーの地平（1996） - マリー・ローランサン展（1997） - オーブリー・ビアズリー展：世紀末芸術の華（1998） - 少女まんがの世界展（1998） - 大ザビエル展：その生涯と南蛮文化の遺宝/来日450周年（1999） - ホイッスラーからウォーホールまで-版画に見るアメリカ美術の100年/ジェーン・ヴーヒーズ・ジマーリ美術館所蔵による（1999） | - 日本アニメの飛翔期を探る：アニメ黄金時代（2000） - 偶然の振れ幅：世界の成り立ち、出来事の地平（2001） - 森村泰昌写真展：女優家Mの物語/M式ジオラマ(25m)付き（2002） - ビゴーの世界：明治の面影・フランス人画家/来日120年記念（2002） - 森山大道 1965-2003：光の狩人／開館15周年記念（2003） - 日本の幻獣：未確認生物出現録（2004） - CLAMP四<注記>Su：MANGAアートは時空<注記>ときを超える（2005） - 大 OH! 水木しげる展（2005、2006） - レイモン・サヴィニャック展（2006） - 安彦良和 『勇者ライディーン』から 『機動戦士ガンダム THE ORIGIN』（2007） - ブルーノ・ムナーリのアートとあそぼう! ~みて さわって たのしんで~（2008） - ハービー・山口 ポートレイツ・オブ・ホープ ～この一瞬を永遠に～（2009） - まど・みちお え てん（2010） - 福田繁雄大回顧展 ユーモアのすすめ（2011） - 中村正義の《顔》（2012） - 新世代アーティスト展 in Kawasaki セカイがハンテンし、テイク（2013） - 横尾忠則 肖像図鑑 HUMAN ICONS（2014） - 江口寿史展 KING OF POP（2015、2016） - 生きるアート 折元立身（2016） - 大矢 紀 展 ―大地(いのち)の輝きを描く―（2017） - かこさとしのひみつ展－だるまちゃんとさがしにいこう－（2018） - 妖怪／ヒト ファンタジーからリアルへ（2019） |

## 主な収蔵作品
- ジャヌ・アヴリルトゥールーズ＝ロートレック - 『ジャヌ・アヴリル』[19]
- ジャヌ・アヴリルトゥールーズ＝ロートレック - 『アンバサドゥールのアリスティード・ブリュアン』
- アルフォンス・ミュシャ - 『百合』
- アンディ・ウォーホル - 『キャンベルのスープ缶』
- 安田靫彦 - 『草薙の剣』
- 『河童図』
- 宍戸左行 - 『スピード太郎』
- 斎藤寿一 - 「宙’88　核への挑戦」[20]
- まど・みちお - 『100歳の画集』[21]
- 横山裕一 -  『ニュー土木』『トラベル』『NIWA』原画[22]

## 主な関係者

### 館長
- 衛藤駿（1996年 - 1998年）
- 加藤有次（1998年 - 2003年）
- 志賀健二郎（2006年 - 2011年）
- 大野正勝（2018年 - 2022年）

### 学芸員
- 金澤韻（2006年 - 2013年）
- 平木収（1988年 - 1994年）
- 濱崎好治（1988年 - 2017年）
- 深川雅文（1988年 - 2018年）
- 佐藤実（1991年 - 2011年）
- 橋場佑太郎（2023年 - 2024年）[23]
- 佐藤美子（副館長）

## アクセス

### 「市民ミュージアム」停留所から
- （東急バス）川33系統川崎駅西口北行き
- （川崎市バス）杉40系統小杉駅前・上平間行き

### 「市民ミュージアム前」停留所から
- （川崎市バス）溝05系統溝の口行き
- （川崎市バス）杉40系統中原行き
- （川崎市バス）杉40・溝05系統小杉駅前・上平間行き
- （東急バス）川33系統川崎駅ラゾーナ広場行き